# Trachemys venusta
La tartaruga scivolatrice mesoamericana orientale (Trachemys venusta (Gray, 1856)) è una testuggine appartenente alla famiglia degli emididi.

## Sottospecie
- T. v. venusta (Gray, 1856) – tartaruga scivolatrice Mesoamericana. Messico (Costa della baia di Campeche), Belize, Guatemala
- T. v. cataspila (Günther, 1885) – tartaruga scivolatrice della Huasteca. Messico (Huasteca)
- T. v. iversoni McCord, Joseph-Ouni, Hagen & Blanck, 2010 – tartaruga scivolatrice dello Yucatan. Messico (Penisola dello Yucatán)
- T. v. uhrigi McCord, Joseph-Ouni, Hagen & Blanck, 2010 – tartaruga scivolatrice di Uhrig. Costa Rica, Honduras, Nicaragua, Panama

## Distribuzione e habitat
Diffusa lungo la costa Atlantica del Mesoamerica. I loro habitat preferiti sono i laghi, gli stagni e i fiumi dal corso d'acqua lento e fangoso con abbondanza di piante acquatiche. D'estate al prosciugarsi delle pozze d'acqua scavano delle buche nel fango o si riparano nei boschi o nell'erba alta.

## Descrizione
Morfologicamente molto simile alla Trachemys scripta se ne differenzia per la taglia più grande (le femmine possono raggiungere i 48 cm), per una sottile linea gialla che si diparte dalla base del collo e per il carapace ornato con maggiore ricchezza di colori e disegni labirintici concentrici. Il riconoscimento del sesso avviene attraverso l'individuazione dei caratteri sessuali secondari. La coda del maschio è lunga, robusta e grossa alla base, il piastrone è leggermente concavo e il carapace appiattito. La femmina ha coda e unghie più corte e carapace bombato.

## Comportamento

### Riproduzione
I maschi durante il  corteggiamento adottano la tipica ritualità delle Trachemys continentali meso- e sudamericane, ondeggiando la testa innanzi al muso della femmina in un piano verticale.
Le deposizioni delle uova avvengono tra aprile e luglio con schiuse tra  luglio e settembre. Alla nascita il carapace dei giovani esemplari è lungo intorno ai 3 cm ed è, rispetto agli adulti, più arcuato e con colorazione più brillante.

### Alimentazione
Le tartarughe del genere Trachemys sono onnivore e da adulte si cibano di piante acquatiche, di piccoli invertebrati e vertebrati.
I giovani esemplari sono prevalentemente carnivori.

## Terrariofilia
Le T. venusta sono tartarughe acquatiche che hanno bisogno di una temperatura dell'acqua tra i 26-30 gradi. Per mantenerle sane bisogna disporre una lampada UV che mantiene duro e resistente il carapace.